# Апостольский нунций в Танзании
Апостольский нунций в Объединённой Республике Танзания — дипломатический представитель Святого Престола в Кувейте. Данный дипломатический пост занимает церковно-дипломатический представитель Ватикана в ранге посла. Апостольская нунциатура в Танзании была учреждена на постоянной основе 11 апреля 1968 года.
В настоящее время Апостольским нунцием в Танзании является архиепископ Анджело Аккаттино, назначенный Папой Франциском 2 января 2023 года.

## История
Апостольская нунциатура в Танзании была учреждена на постоянной основе 11 апреля 1968 года, бреве «Quantum grata» папы римского Павла VI. Резиденцией апостольского нунция в Танзании является Дар-эс-Саламе — столица Танзании. 

## Апостольские нунции в Танзании

### Апостольские про-нунции
- Пьерлуиджи Сарторелли, титулярный архиепископ Семины — (19 апреля 1968 — 22 декабря 1970, в отставке);
- Франко Брамбилла, титулярный архиепископ Виминакьо — (24 декабря 1970 — 21 ноября 1970 — назначен апостольским нунцием в Уругвае);
- Джан Винченцо Морени, титулярный архиепископ Торре Мавританской — (29 апреля 1982 — 8 сентября 1990 — назначен апостольским нунцием на Филиппинах);
- Агостино Маркетто, титулярный архиепископ Астиги — (7 декабря 1990 — 18 мая 1994 — назначен апостольским нунцием в Белоруссии).

### Апостольские нунции
- Франсиско Хавьер Лосано Себастьян, титулярный архиепископ Пенафьеля — (9 июля 1994 — 20 марта 1999 — назначен апостольским нунцием в Демократической Республике Конго);
- Луиджи Пеццуто, титулярный архиепископ Торре ди Проконсоларе — (22 мая 1999 — 2 апреля 2005 — назначен апостольским нунцием в Сальвадоре);
- Джозеф Ченнот, титулярный архиепископ Милеви — (15 июня 2005 — 15 августа 2011 — назначен апостольским нунцием в Японии);
- Франсиско Монтесильо Падилья, титулярный архиепископ Неббьо — (10 ноября 2011 — 5 апреля 2016 — назначен апостольским нунцием в Кувейте и апостольским делегатом на Аравийском полуострове);
- Марек Сольчинский, титулярный архиепископ Кесарии Мавританской — (25 апреля 2017 — 2 февраля 2022 — назначен апостольским нунцием в Турции);
- Анджело Аккаттино, титулярный архиепископ Сабионы — (2 января 2023 — по настоящее время).